# Bartosz Opania

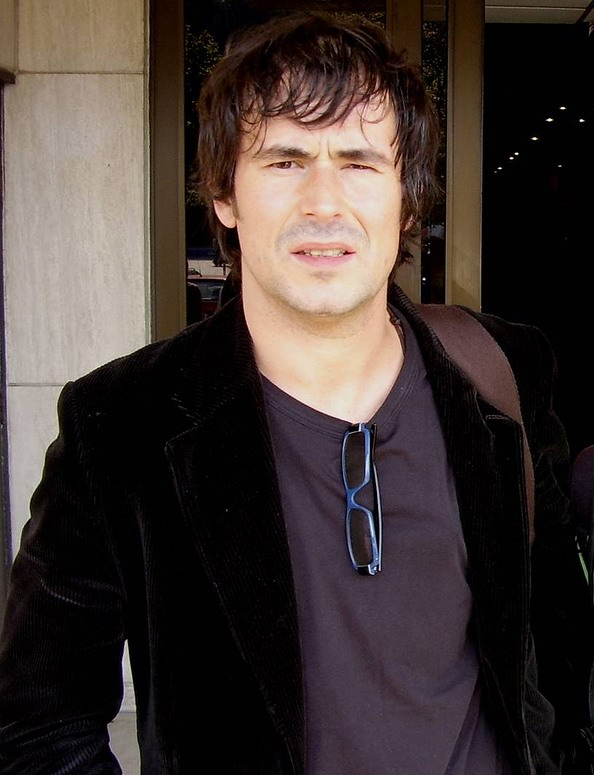
Bartosz Opania (2007)

Bartosz Michał Opania (ur. 6 grudnia 1970 w Warszawie) – polski aktor teatralny, filmowy i telewizyjny, żołnierz obrony terytorialnej.

## Życiorys

### Wczesne lata

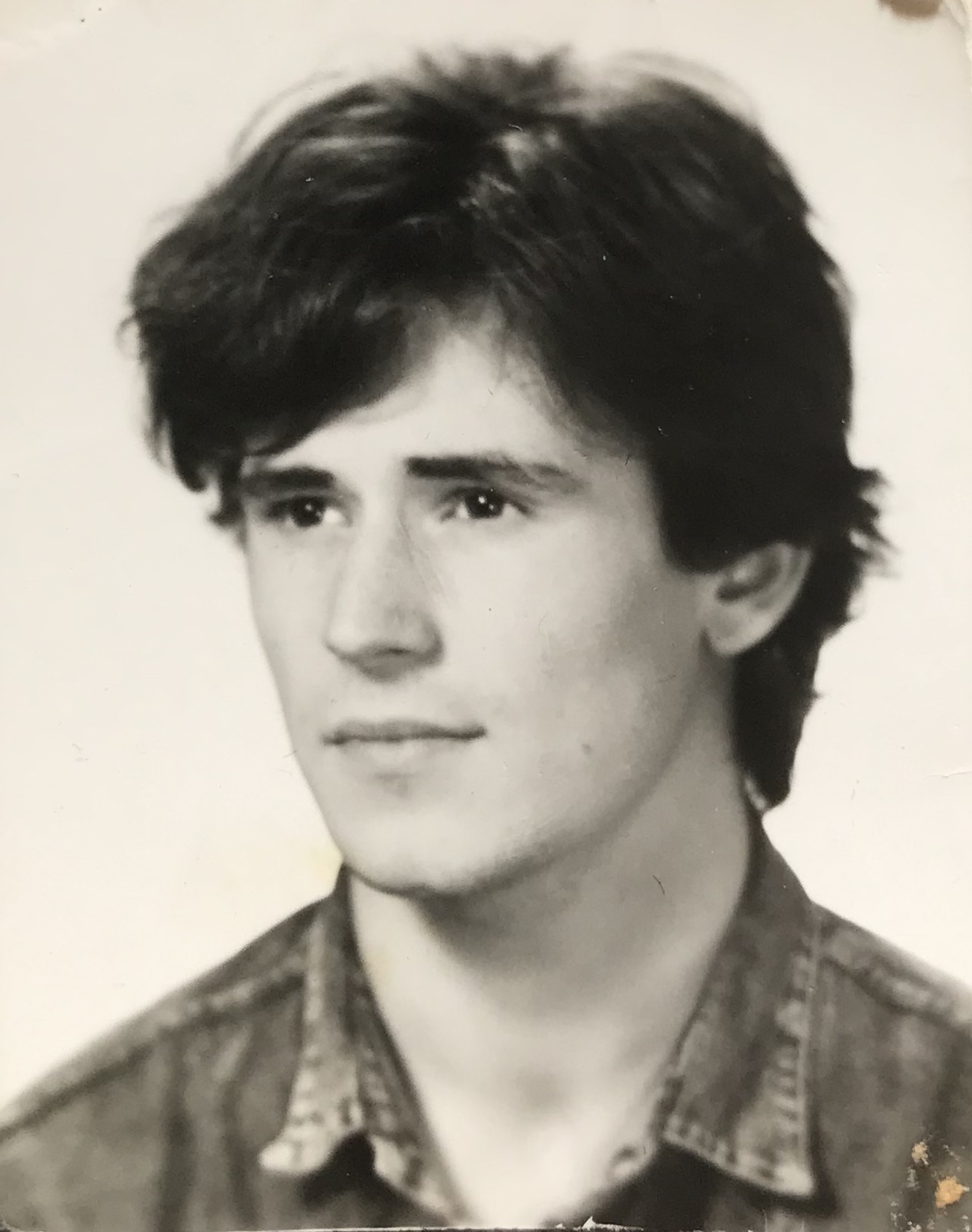
Bartosz Opania w 1987

Urodził się 6 grudnia 1970 w Warszawie jako syn Anny i aktora Mariana Opani. Jego dziadek Julian Opania, porucznik AK, ps. „Zych”, zginął w powstaniu warszawskim. Bartosz wychowywał się z siostrą Magdaleną. W szkole podstawowej jako leworęczny dyslektyk miał kłopoty z czytaniem na głos i pisaniem. Gdy opanował grę na gitarze, chciał zostać muzykiem rockowym, przez pewien czas szukał możliwości wypowiadania się w pisaniu i komponowaniu piosenek. Brał udział w różnych konkursach piosenki, próbował zdawać na wydział wokalny szkoły muzycznej. Aktorstwo wybrał świadomie w ostatnich klasach szkoły podstawowej.

### Kariera
Pierwsze role jako aktor filmowy zagrał w filmie politycznym Jacka Bromskiego 1968. Szczęśliwego Nowego Roku (1992) u boku Krzysztofa Kolbergera i Piotra Machalicy oraz w filmie psychologicznym Magdaleny Łazarkiewicz Białe małżeństwo (1992) z Jolantą Fraszyńską, Teresą Budzisz-Krzyżanowską i Janem Englertem. W serialu telewizyjnym zadebiutował u Jacka Bromskiego w Kuchni polskiej (1992). W 1993 ukończył studia na Wydziale Aktorskim Państwowej Wyższej Szkole Teatralnej w Warszawie, a dwa lata później obronił dyplom.
W dramacie Piotra Łazarkiewicza Pora na czarownice (1993) zagrał postać homoseksualisty. W 1994 zadebiutował w roli Cypriana w sztuce Witolda Gombrowicza Iwona księżniczka Burgunda w reżyserii Waldemara Śmigasiewicza i Macieja Wojtyszki na scenie Teatru Ateneum im. Stefana Jaracza w Warszawie, z którym związał się na stałe. Występował potem również w teatrach warszawskich: na Woli im. Tadeusza Łomnickiego (1995), Narodowym (1998) i Sceny Prezentacje (1999, 2002, 2008). Okazjonalnie występował z ojcem także na estradzie, m.in. w widowisku muzycznym Co nam zostało z naszej miłości (1999), złożonym z piosenek Charlesa Treneta. Jest laureatem nagrody im. Tadeusza Łomnickiego.
Zagrał w ponad dwudziestu przedstawieniach Teatru Telewizji, między innymi w Mamucie (1993), Cydzie (1995), Wyspie róż (1998) Jana Jakuba Kolskiego, Przetargu (2000) czy Szczęściu Frania (2001). W 1997 na III Ogólnopolskim Konkursie na Wystawienie Polskiej Sztuki Współczesnej otrzymał wyróżnienie jury za rolę Elego w spektaklu Juliana Stryjkowskiego Przybysz z Narbony w Teatrze Telewizji.
Zagrał w filmie Krzysztofa Zanussiego Cwał (1995) z Mają Komorowską, komedii politycznej Kazimierza Kutza Pułkownik Kwiatkowski (1995) z tytułową rolą Marka Kondrata i melodramacie kryminalnym Taekwondo (1997). Za rolę Józefa Andryszka zwanego Pierwszym z kowalskiego rodu w historycznej baśni filmowej Jana Jakuba Kolskiego Historia kina w Popielawach (1998) zdobył nominację do nagrody Orła za najlepszą rolę męską.
W melodramacie Barbary Sass Jak narkotyk (1999) wystąpił w roli męża głównej 18-letniej bohaterki początkującej poetki granej przez Magdalenę Cielecką. W komedii familijnej Świąteczna przygoda (2000) pojawił się jako Mikołaj. W komedii romantycznej Piotra Wereśniaka Zakochani (2000) wcielił się w postać Mateusza zakochanego w posiadającej dar rozkochiwania w sobie absolutnie każdego mężczyzny Zosi (Magdalena Cielecka). W dramacie Jana Jakuba Kolskiego Daleko od okna (2000) był mężem bezpłodnej kobiety. W filmie psychologicznym Michała Rosy Cisza (2001) zagrał dręczonego poczuciem winy z przeszłości kolejarza. Znalazł się w obsadzie komedii Statyści (2006). Grał drugoplanową rolę wydawcy, Bartka Wróblewskiego w serialu Teraz albo nigdy! (2008). W serialu Na dobre i na złe wcielił się w postać doktora Witolda Latoszka.

### Służba wojskowa
W 2018 złożył przysięgę wojskową. Jest żołnierzem 18 Stołecznej Brygady Obrony Terytorialnej.

## Życie prywatne
Żonaty z Agnieszką, ma trzech synów: Filipa (ur. 1990), Jakuba (ur. 1998), Maksymiliana (ur. 2006) i córkę Julię (ur. 2004).
W 2019 stwierdzono u niego depresję. Choroba spowodowała, że na dwa lata wycofał się z publicznej działalności. Regularnie korzysta z pomocy terapeuty.

## Filmografia
- 1992: Kuchnia polska – Jarek, przyjaciel Piotra (odc. 4)
- 1993: Białe małżeństwo – Beniamin
- 1993: Pora na czarownice – homoseksualista Bartek
- 1995: Pułkownik Kwiatkowski – aresztant z AK
- 1995: Cwał – opiekun ogiera
- 1997: Taekwondo – młody Pole
- 1997: Linia opóźniająca – Paweł
- 1998: Historia kina w Popielawach – Józef Andryszek I
- 1999: Jak narkotyk – Piotr Pawłowski / Jurek
- 2000: Daleko od okna – Jan
- 2000: Świąteczna przygoda – księgowy Miki
- 2000: Zakochani – Mateusz
- 2001-2018: Na dobre i na złe – doktor Witold Latoszek
- 2001: Cisza – Szymon
- 2001: Córka – Jan
- 2002: Julia wraca do domu – mężczyzna
- 2003: Sukces – Wiktor
- 2004: Cudownie ocalony – Witold
- 2006: Statyści – Romek
- 2007: Pitbull – Lejczak (odc. 14)
- 2008–2009: Teraz albo nigdy! – Bartosz Wróblewski
- 2009: Pod wiatr nie popłynie słodki zapach kwiatów – Andrzej
- 2009: Blondynka – Selim Goraj
- 2010: Usta usta – Jarek (odc. 24)
- 2011: 1920 Bitwa warszawska – pułkownik Bolesław Jaźwiński
- 2011: Głęboka woda – aktor Karol Tomiak (odc. 7)
- 2013: Prawo Agaty – Andrzej Król (odc. 46)
- 2014: Wkręceni – Zenobiusz „Fikoł” Kozioł
- 2015: Wkręceni 2 – Zenobiusz „Fikoł” Kozioł
- 2017: Druga szansa – Maciej Leonetti, właściciel restauracji (3 sezon, odc. 1-5)
- 2021: Między oczy – Tomek
- od 2023: Przyjaciółki – Miłosz
- 2024: Miłość jak miód – Daniel Zabłocki

### Polski dubbing
- 1991: Hook – Rufio
- 1996: Batman – Robin
- 1997: Batman i Robin – Robin
- 2004: W 80 dni dookoła świata – Phileas Fogg
- 2005: Szeregowiec Dolot – Gotfryd
- 2006: Na psa urok – dr Marcus Kozak
- 2008: Horton słyszy Ktosia – burmistrz
- 2008: Mia i Migunki – Jekhide
- 2010: Percy Jackson i bogowie olimpijscy: Złodziej pioruna – Chejron
- 2010: Harry Potter i Insygnia Śmierci: Część I – Scabior
- 2011: Harry Potter i Insygnia Śmierci: Część II – Scabior
- 2013: Percy Jackson: Morze potworów – Chejron
- 2013: Jeździec znikąd – Dan Reid
- 2017: Coco – Ernesto de la Cruz